# Голешів (Україна)
Голе́шів — село в Україні, у Стрийському районі Львівської області. Населення становить 396 осіб. Орган місцевого самоврядування — Ходорівська міська рада.

## Історія
Згадується 19 січня 1440 року у протоколах галицького суду.
У податковому реєстрі 1515 року в селі документується піп (отже, уже тоді була церква) і 4 лани (близько 100 га) оброблюваної землі.

## Населення

### Мова
Розподіл населення за рідною мовою за даними перепису 2001 року:
| Мова       | Кількість | Відсоток |
| ---------- | --------- | -------- |
| українська | 396       | 100%     |

## Церква

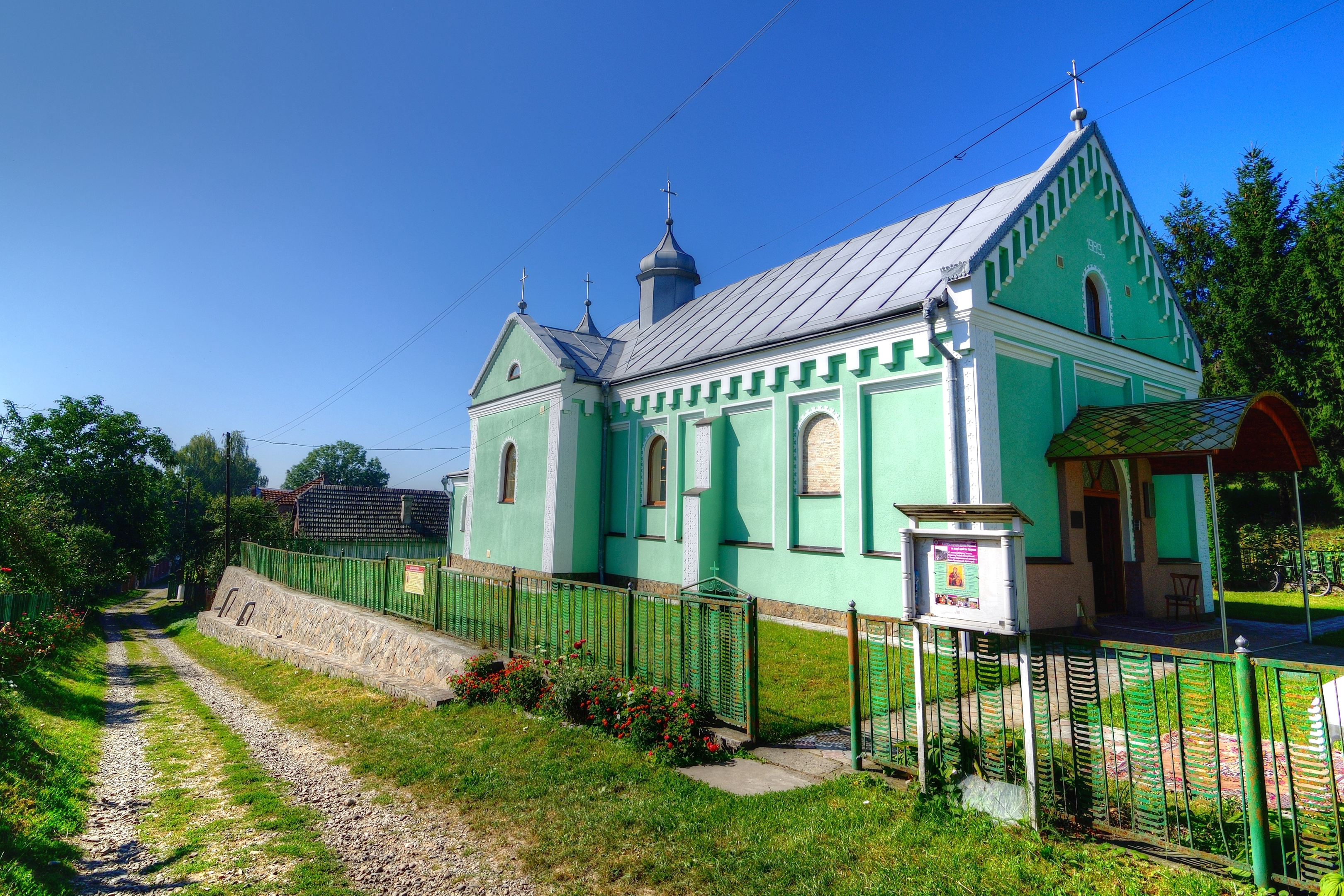
Церква

## Відомі люди
- Бохенська Євгенія Іванівна (1867—1944) — українська письменниця та педагог; померла і похована в Голешеві.
- Драган Антін (1913—1986) — український журналіст, активний громадський діяч української діаспори у США.
- Ничай Аполлон Антінович — український громадський, кооперативний діяч, педагог[5]
- Романович Роман Теодорович — український скульптор, Член Національної спілки художників України, член Спілки художників «Клуб українських мистців» (КУМ).
- Яців Мирон Ількович (1929—1996) — український графік, педагог.